# Kareen Zebroff
Kareen Zebroff, geborene Helge-Kareen Brüggemann, (* 1941 in Windsbach) ist eine kanadische Yogalehrerin deutscher Herkunft.

## Leben
Helge-Kareen Brüggemann – Tochter eines Mediziners – wuchs während des Zweiten Weltkrieges in Marienbad auf. 1946 floh die Familie nach Süddeutschland, wo ihr Vater dann als Arzt tätig war. 1951 lebte sie gemeinsam mit ihrer jüngeren Schwester ein Jahr lang in einem Waisenhaus. 1953 wurde die Ehe ihrer Eltern geschieden. 1956 emigrierte die Mutter mit Tochter Kareen und deren älterem Bruder von Heidelberg nach Kanada in die Ortschaft Dawson Creek.
An der University of British Columbia studierte Kareen Zebroff in Vancouver, wo sie nach dem Studium als Grundschullehrerin arbeitete. Nach ihrer Heirat und der Geburt ihrer drei Kinder begann sie – in der Kleinstadt Hudson’s Hope am Peace River im Norden Kanadas lebend – an der Volkshochschule mit dem Unterricht von Yoga. Zuvor hatte Kareen Zebroff aus einer depressiven und übergewichtigen Situation heraus mit eigenen Yogaübungen begonnen.
Im Frühjahr 1970 sendete das kanadische Fernsehen erstmals Zebroffs halbstündigen Yogakurs. Und nach der Zustimmung des damaligen Sportchefs Hanns Joachim Friedrichs konnte Kareen Zebroff ab Oktober 1973 im deutschen ZDF fünf Minuten lang die Übungen Yoga für Yeden in der Fernsehserie Die Sport-Information präsentieren. Nach 59 Sendungen gab es für die Übungen ab Januar 1975 in der Drehscheibe einen neuen Sendeplatz.

## Veröffentlichungen
- The ABC of Yoga. Fforbez, Vancouver 1971
  - Deutsche Ausgabe: Yoga für Jeden. Aus dem Englischen übersetzt von Rosemarie Litzenberger und Hans-Jürgen Hesse. Econ, Düsseldorf/Wien u. Falken-Verlag, Niedernhausen (1989), ISBN 3-430-19945-X
- mit Peter Zebroff: Yoga für Mütter und Kinder. Aus dem Englischen übersetzt von Horst Kube. Econ, Düsseldorf/Wien u. Falken, Wiesbaden (1974)
- mit Peter Zebroff: Yoga für die Familie. Aus dem Englischen übersetzt von Horst Kube. Fischer TB, Frankfurt am Main (1983), ISBN 978-3-596-21762-5
- Schön und schlank durch Yoga. Das 14-Tage-Yoga- und Diätprogramm. Aus dem Englischen übersetzt von Rosemarie Litzenberger u. Hanna Bauer. Fischer TB, Frankfurt am Main (1983), ISBN 978-3-596-21875-2